# Mesogen
Mesogen é a unidade fundamental que induz a ordem estrutural nos cristais.
Tipicamente, uma molécula de cristal líquido consiste em um uma porção rígida e uma ou mais porções flexíveis. A parte rígida alinha moléculas em um sentido, visto que as peças flexíveis induzem a fluidez no cristal líquido. Esta parte rígida é referida como sendo o mesogen, e desempenha um papel crucial na molécula. O contrapeso o melhor destas duas peças é essencial para formar os materiais cristais líquidos.
A IUPAC define um mesogen de acordo com suas propriedades físico-químicas na constituição da mesofase, i.e., "a formação de mesofase de cristal líquido de baixa massa molar e substâncias polimérica".